# Tantowi Yahya
Tantowi Yahya (nacido el 29 de octubre de 1960 en Palembang) es un cantante, empresario, político y presentador de televisión indonesio.  Uno de los intérpretes más famosos por haber acogido la versión indonesia de ¿Quién quiere ser millonario?. Desde 2009, Tantowi también es miembro del Parlamento de Indonesia en el Consejo de Representantes del Pueblo del Partido Golkar, que representa el sur de la isla de Sumatra.

## Biografía
Tantowi nació en Palembang, al sur de Sumatra, en 29 de octubre de 1960 y es originario de la ciudad. Su padre vendía plásticos de desecho para vivir. A la edad de 14 años, su padre lo envió a Tantowi a un curso de inglés, con la creencia de que era necesario para tener éxito.
Tantowi se casó con su esposa, Dewi Andayani en 1990. Su hijo, Muhammad Adjani Prasanna Yahya nació en 2001. Tantowi es hermano mayor de la presentadora de televisión Helmi Yahya.

## En la televisión
Tantowi tuvo éxito en un programa de televisión llamado "Gita Remaja" en 1989 difundida por la red TVRI. Sin embargo se produjo en 2001, hasta 2006, donde Tantowi condujo un programa llamado  ¿Quién quiere ser millonario? difundida por RCTI. Al año siguiente se organizó para conducir otro programa llamado "Deal or No Deal", también por RCTI. En 2009 también condujo otro programa llamado "Are You Smarter Than a 5th Grader?", esta vez difundida por la red Global TV, pero esta fue interrumpida por su elección a la Cámara de Representantes, tras su victoria a las elecciones legislativas de Indonesia en 2009.

## Carrera musical
Tantowi lanzó su primer tema musical titulado "Gone, Gone, Gone de Rinto Harahap" en 2000. This is followed by his first album Country Breeze, which sold for 300,000 copies. His music success lead him to became host of "Country Road Special" music show in TVRI. He was dubbed as "the most popular country singer in Indonesia". As a testament to his popularity Indonesian billionaire Peter F. Gontha asked Tantowi to sing at his daughter's wedding alongside Celine Dion. He stated that country music is his "second religion". Tantowi Yahya is also founder of Country Music Club of Indonesia. Tantowi also owned cassette distribution and event organizer Ceepee Productions which organized the Indonesian Music Awards and the Panasonic Awards.  Seguido por su primer álbum titulado "Country Breeze", que se vendió por 300 mil copias. Su éxito musical lo llevó para convertirse en un anfitrión de un programa de espectáculo musical llamado "Country Road Special" difundida por TVRI. Fue apodado como "el cantante de la música country más popular en Indonesia". Como un testamento a su popularidad, el multimillonario indonesio, Peter F. Gontha, le preguntó a Tantowi si podía ir a cantar a la boda de su hija junto a Celine Dion. Él declaró que la música country es su "segunda religión". Tantowi Yahya, es también fundador de la Música "Country club of Indonesia". Tantowi también era dueño de la distribución de casetes y un organizador del evento "Ceepee Productions", que lo organizó para los Premios de "Panasonic". En 2005, Tantowi visitó los Estados Unidos, bajo un programa llamado "Eisenhower Fellowship". Mientras estuvo allí, visitó Nashville, un centro industrial de la música country.

## Carrera política
En 2009 en las elecciones, Tantowi fue candidato por un escaño del Consejo Representativo del Pueblo como delegados de Partido Golkar. Ganó las elecciones y representa a su país natal, en Sumatra por un período de 2009-2014. Como parlamentario, Tantowi se colocó en la Comisión I para Asuntos de Seguridad y Exteriores.
En junio de 2013 Tantowi, provocó controversia cuando visitó Israel, como Indonesia no reconoce formalmente el estado y no tiene relaciones diplomáticas. La crítica le vino principalmente de los musulmanes conservadores, principalmente por los Defensores Islámicos frontal (Front Pembela Islam / FPI). El portavoz del FPI, Munarman declaró que Tantowi "ignoró el sufrimiento de los palestinos", además afirmó que Tantowi debería haber visitado Gaza en su lugar.